# Felipe Molas López
Felipe Benigno Molas López (Asunción, 1901 – Asunción, 17 dicembre 1954) è stato un politico paraguaiano.
È stato presidente del Paraguay in carica dal 27 febbraio al 10 settembre 1949.